# Лич, Уильям (художник)
Не следует путать с Джоном Личем (1817—1864), английским карикатуристом, сотрудником журнала «Панч».
Уильям Джон Лич  (англ. William John Leech; 10 апреля 1881, Дублин, Ирландия — 16 июля 1968, Нью-Йорк, США); ирландский живописец-постимпрессионист, пейзажист, предпочитавший писать виды Западной и Южной Франции. Уильям Дж. Лич был также мастером пленэрного портрета и жанровых композиций.

## Биография
Уильям Джон Лич родился 10 апреля 1881 года в Дублине. вначале обучался в Школе искусств Метрополитен (англ.), в Дублине. Позже он поступил в 
Королевскую Ибернийскую Академию (англ.) и проходил здесь курс под руководством Уолтера Осборна (1859—1903).
В 1903 Лич покидает Дублин и едет в Париж, практикуясь в живописи пейзажа во Франции, жанра, так хорошо освоенного несколькими поколениями французских пейзажистов. Из Бретани, где он проводил большую часть времени, в 1906 он возвращается в Дублин и попадает в артистический кружок писателя и художественного критика Джорджа Рассела (Æ) (1867—1935).
В декабре 1909 Уильям Лич, вместе с Джеком Батлером Йейтсом (1871—1957), Уильямом Орпеном (1878—1931), и др. участвует в выставке, организованной Шин Фейн.
Впоследствии Уильям Лич путешествовал по всей Европе, пока, наконец, не обосновался в 1919 в Англии; но он часто отправлялся писать виды французского Юга: Марсель, Грас и Кань-сюр-Мер.
Уильям Лич работал во многих жанрах. Отдавая предпочтение пейзажу (прибрежная полоса, портовые сцены), он обращался также к интерьерам, натюрмортам, портретам, особенно ему удавались портреты и жанровые композиции на пленэре . Самые известные из его работ — это виды побережья Конкарно в Бретани, Франция. Много он писал прибрежные виды и в Англии .
Художник умер 16 июля 1968 года.